# Паршинское (озеро)
Паршинское, Паршино, Колпино — озеро на северо-западе Тверской области, расположенное на территории Андреапольского района. Принадлежит бассейну Невы.
Озеро расположено в северной части района, в 40 км к северо-западу от районного центра, города Андреаполь. Лежит на высоте 257 метров. Длина озера составляет 1,5 км, ширина до 1,2 км. Площадь водного зеркала — 0,9 км². В северную часть озера впадает ручей; из южной вытекает ручей, впадающий в озеро Бологово. Площадь бассейна озера — 7,8 км². На западном берегу озера расположена деревни Паршино.

## Данные водного реестра
По данным государственного водного реестра России относится к Балтийскому бассейновому округу, водохозяйственный участок реки — Ловать и Пола, речной подбассейн реки — Волхов. Относится к речному бассейну реки Нева (включая бассейны рек Онежского и Ладожского озера).
- Код объекта в государственном водном реестре — 01040200311102000023781
- Код по гидрологической изученности — 202002378
- Номер тома по ГИ — 2
- Выпуск по ГИ — 0[3].